# Lutzomyia martinezi
Lutzomyia martinezi är en tvåvingeart som beskrevs av Young D. G., Morales A. 1987. Lutzomyia martinezi ingår i släktet Lutzomyia och familjen fjärilsmyggor.
Artens utbredningsområde är Colombia. Inga underarter finns listade i Catalogue of Life.